# Târnava Mare
Târnava Mare (węg. Nagy–Küküllő, niem. Große Kokel) – rzeka w centralnej Rumunii, w Siedmiogrodzie, na Wyżynie Transylwańskiej. Wypływa z pasma górskiego Munții Gurghiu i koło Blaju łączy się z Târnavą Mică. Po połączeniu płynie dalej do Mihalț, gdzie uchodzi do Maruszy. Târnava jest nazwą pochodzącą od słowiańskiego określenia ciernista rzeka. Węgierska nazwa Küküllő pochodzi od starotureckiego słowa kukel, oznaczającego tarninę, które przypuszczalnie poprzez Awarów trafiło do języka węgierskiego.

## Geografia
W przypadku tej rzeki rumuńska nazwa Târnava Mare, jak i węgierska Nagy-Küküllő wskazuje na okolicę porośniętą tarniną. Târnava Mare wypływa ze zboczy góry Nagysomlyó na wysokości 1455 m n.p.m. Jej długość wynosi 221 km, a powierzchnia zlewni 3606 km² i jest największą rzeką regionu Udvarhelyszék. Po osiągnięciu Odorheiu Secuiesc rzeka traci górski charakter i staje się rzeką wyżynną, zapewniając tutejszej ludności duże możliwości uprawiania wędkarstwa. Târnava Mare w pobliżu miasta Blaj łączy się z płynącą z regionu Sóvidék Târnavą Mică i pod wspólną nazwą Târnava płyną do Maruszy.

## Ichtiofauna
Ichtiofauna Târnavy Mare jest bardzo zróżnicowana. W najwyższym, górskim odcinku od wsi Vărșag do Odorheiu Secuiesc, w dużej ilości występuje m.in. lipień pospolity, kleń, świnka pospolita, pstrąg potokowy, pstrąg źródlany, brzana peloponeska, a można też spotkać głowacza białopłetwego i śliza pospolitego. Wcześniej w rzece żyła bogata populacja brzany pospolitej, ale, z na razie nie wyjaśnionych przyczyn, gatunek ten wycofał się do najniższych jej odcinków. Okazało się, że na wyżynnym odcinku trzykrotnie w przeszłości nastąpiło poważne zanieczyszczenie pochodzenia przemysłowego, a zanieczyszczanie wód rzeki przez miejscową ludność jest zjawiskiem powszechnym. Pomimo tego występuje tu znaczna i legendarna wśród wędkarzy populacja suma pospolitego, a można też napotkać rzeczne szczupaki. W dużej ilości występuje ulubiona przez wędkarzy świnka, a na czystych odcinkach kleń. W okolicach stawów hodowlanych można złowić karasie i karpie, które uciekły z hodowli.

## Miejscowości nad rzeką
- Vărșag
- Sub Cetate
- Brădești
- Betești
- Zetea
- Târnovița
- Mugeni
- Cristuru Secuiesc
- Sighișoara
- Dumbrăveni
- Mediaș
- Blaj